# Svenstavik
Svenstavik es una localidad sueca (tätort), sede del municipio de Berg, en la provincia de Jämtland y la región de Norrland. Tenía una población de 974 habitantes en 2023, en un área de 1,65 km². Está localizada en el extremo sur del lago Storsjön, unos 65 km al sur de Östersund.

## Demografía
| Gráfica de evolución demográfica de Svenstavik entre 1960 y 2015 |
|                                                                  |
| Oficina Central de Estadísticas de Suecia                        |